# Dolores Lavín
Dolores Lavín Gómez  conocida como ‘Lola’ (Rucandio, 1913-Peñacastillo, 28 de octubre de 1941) fue una guerrillera antifranquista muerta en acción en el primer franquismo.

## Trayectoria
Vecina de Riotuerto, cuando en otoño de 1937, en plena Guerra civil, cayó el frente norte muchos de los milicianos que habían participado en él volvieron a sus casas. Ante la represión que se encontraron, muchos de ellos eligieron esconderse en los montes para desde allí seguir la lucha armada.  Lavín Gómez y su familia formaron parte de los que ayudaban a los huidos, dándoles la cobertura necesaria para su supervivencia. A consecuencia de esto, el 21 de julio de 1938 fueron detenidos. En el momento de la detención además estaba en su casa un guerrillero, Segundo Pérez Abascal, temporalmente escondido que fue asesinado al intentar escapar. Estando en el calabozo Lola fue rapada, obligada a tomar aceite de ricino además de ser violada y apaleada. Al salir libre, junto a su hermano Marcos y su primo Pedro Lavín Cobo se unieron a una partida de guerrilleros comandada por José Lavín Cobo, apodado "El "Cariñoso". Ella fue la única mujer en dicha partida.
A principios del verano de 1940, abandonó el monte y se refugió en Santander en casa de un conocido. También en Santander se instaló el Cariñoso, su hermano y su primo. Allí establecieron una red de enlaces con lo que empezaron a actuar en el entorno de la Bahía de Santander.
El Cariñoso fue delatado y muerto por la Guardia Civil. Cuando se enteraron, Lola, su hermano y su primo intentaron huir. Pasaron la noche en el barrio de Campogiro en Peñacastillo. Al amanecer fueron interceptados por la Guardia Civil y en la lucha que prosiguió fueron muertos los guerrilleros y herido un guardia civil. En el enfrentamiento se emplearon granadas de mano y armas de fuego. Murió con 28 años el 28 de octubre de 1941.
La represión sistemática fue una estrategia oficial que quería sembrar el terror entre la población de Liérganes y Miera para evitar que ayudaran a la guerrilla.

## Reconocimientos
- El 27 de octubre de 2007 se inauguró en el cementerio de Ciriego una placa con los nombres de los guerrilleros muertos en acción.[7]